# Почётные граждане города-героя Мурманска
Почётный гражданин города-героя Мурманска — почётное звание, которое присваивает Мурманский городской Совет в соответствии с существующим положением. Звание «Почётный гражданин города-героя Мурманска» присваивается гражданам, проработавшим в городе не менее 25 лет, внесшим большой вклад в развитие города, его народного хозяйства, социально-культурной и духовной сферы, чья государственная, политическая, общественная, научная, творческая деятельность получила признание мурманчан.

## Список почётных граждан города-героя Мурманска по годам присвоения звания

### 1974 год
- Айликов, Леонид Христофорович
- Алас, Георгий Тимофеевич
- Андреев, Анатолий Николаевич
- Бородулин, Георгий Михайлович
- Бурмистров, Сергей Фролович
- Ваганова, Мария Ивановна
- Дорофеева, Евстолия Павловна
- Зайцев, Иван Андреевич
- Левкин, Григорий Филлипович
- Тимофеев, Иван Николаевич

### 1975 год
- Попов, Яков Георгиевич

### 1976 год
- Кулешов, Семён Иванович

### 1977 год
- Батов, Александр Николаевич
- Папанин, Иван Дмитриевич

### 1981 год
- Кириленко, Анна Павловна

### 1984 год
- Баяндин, Пётр Андреевич
- Иванов, Иван Кириллович

### 1986 год
- Баздеров, Корнелий Александрович
- Гунин, Яков Алексеевич
- Кузьмин, Павел Андреевич
- Храповицкий, Александр Сергеевич

### 1988 год
- Головченко, Александр Демьянович

### 1990 год
- Бородулин, Иван Алексеевич
- Ощепков, Михаил Яковлевич
- Сафронов, Александр Яковлевич

### 1991 год
- Смирнова, Александра Петровна
- Ушаков, Иван Фёдорович

### 1993 год
- Сотников, Виктор Васильевич

### 1996 год
- Зайцев, Борис Григорьевич
- Киселёв, Алексей Алексеевич
- Маслов, Виталий Семёнович
- Соколов, Василий Павлович
- Тумпаров, Анвер Ибрагимович

### 1997 год
- Андреев, Владимир Евгеньевич
- Волкова, Антонина Никифоровна
- Журин, Лев Васильевич

### 1998 год
- Абакумов, Александр Викторович
- Андросов, Николай Степанович
- Гальянов, Александр Павлович
- Киряев, Алексей Никитович
- Лютова, Тамара Серафимовна

### 1999 год
- Соколов, Борис Макарович

### 2000 год
- Бродер, Борис Моисеевич
- Калошин, Игорь Яковлевич

### 2003 год
- Горячев, Виктор Филлипович
- Коптяков, Герман Михайлович

### 2004 год
- Найдёнов, Олег Петрович

### 2005 год
- Зайкина, Людмила Николаевна[1]

### 2006 год
- Горячкин, Владимир Ильич[2]
- Сулимов, Борис Кириллович[2]
- Тимофеев, Виктор Леонтьевич[2]

### 2007 год
- Веллер, Борис Наумович[3]

### 2008 год
- Гуцкалов, Николай Иванович[4]

### 2009 год
- Дмитриева, Зинаида Ивановна[5]
- Мошников, Константин Матвеевич[5]

### 2010 год
- Сорокин, Сергей Владимирович[6]

### 2011 год
- Орешета, Михаил Григорьевич[7]
- Чачина, Виктория Владиславовна[7]

### 2012 год
- Бережной, Николай Иванович[8]
- Касаткин, Виталий Петрович[8]
- Писаренко, Александр Александрович[8]

### 2013 год
- Вульфович, Борис Аркадьевич[9]
- Никитин, Василий Фёдорович[9]
- Шкатов, Виктор Иванович[9]

### 2014 год
- Павлюченкова, Любовь Васильевна[10]
- Толмачёва, Эмма Михайловна[10]

### 2015 год
- Филичева, Римма Александровна[11]
- Шамров, Михаил Георгиевич[11]

### 2016 год
- Возный, Владимир Борисович[12]
- Геращенко, Людмила Владимировна[12]
- Рукша, Вячеслав Владимирович[12]
- Смирнов, Андрей Алексеевич[12]

### 2017 год
- Гроховский, Владимир Александрович[13]
- Рябчевский, Михаил Борисович[14]

### 2018 год
- Митрополит Мурманский и Мончегорский Симон[15]
- Мокерова, Ирина Вадимовна[15]
- Колмыков, Валерий Алексеевич[15]

### 2019 год
- Паюсов, Юрий Андреевич[16]

### 2020 год
- Бальбус, Галина Николаевна[17]

### 2021 год
- Веллер, Алексей Борисович[18]

### 2023 год
- Щербина, Фёдор Александрович[19]

### 2024 год
- Шовская, Татьяна Викторовна[20]
- Сайгин, Виктор Васильевич[20]
- Давыденков, Александр Владимирович[20]

### 2025 год
- Баранцева, Антонина Ивановна[21]
- Ванеева, Таисия Тимофеевна[21]
- Захарова, Нина Михайловна[21]
- Лихачёва, Мария Михайловна[21]
- Носницына, Лидия Архиповна[21]
- Окунев, Алексей Иосифович[21]
- Пахолова, Екатерина Михайловна[21]
- Семёнов, Владимир Иванович[21]
- Филимонов, Николай Дмитриевич[21]